# Zurcidor
Zurcidor es el cuarto disco del cantautor uruguayo Eduardo Darnauchans. Fue publicado en vinilo y casete por el sello Sondor en 1981. Este disco amplió el público de su autor y el sonido roquero de algunas de sus canciones, en un momento que el canto popular iba por la vía acústica, dio una nueva vitalidad a la canción de autor uruguaya.

## Estilo musical
Este disco continúa con el rumbo del anterior, Sansueña, en cuanto a la forma de musicalizar la poesía ajena y la forma personal de enlazar el folk estadounidense, el folclore uruguayo, el rock y la canción trovadoresca medieval. Sin embargo, este es un disco más colectivo (por la presencia de más músicos en el proceso de grabación) y en el cual hay más letras propias de Darnauchans.

## Músicos y producción musical
La base rítmica en casi todas las canciones fue de Andrés Recagno en bajo y Gustavo Etchenique en batería. Los arreglos musicales estuvieron a cargo de Andrés Recagno, Fernando Cabrera y Bernardo Aguerre.

## Lista de canciones
| Lado A |                                 |                                 |          |  |
| N.º    | Título                          | Escritor(es)                    | Duración |  |
| 1.     | «Resumen»                       | Eduardo Darnauchans             |          |  |
| 2.     | «Como los desconsolados»        | Eduardo Darnauchans             |          |  |
| 3.     | «Balada a la vuelta del juglar» | L.G. Urbina - Eduardo Larbanois |          |  |
| 4.     | «Balada para una mujer flaca»   | Eduardo Darnauchans - B. Vega   |          |  |
| 5.     | «Pago»                          | Eduardo Darnauchans             |          |  |

| Lado B |                                          |                                           |          |  |
| N.º    | Título                                   | Escritor(es)                              | Duración |  |
| 1.     | «Tristezas del zurcidor»                 | Eduardo Darnauchans                       |          |  |
| 2.     | «No existe»                              | Víctor Cunha - Eduardo Darnauchans        |          |  |
| 3.     | «Endechas a la muerte de Guillén Peraza» | Anónimo - Eduardo Darnauchans             |          |  |
| 4.     | «La muerte de la muñeca pintada»         | Raúl González Tuñón - Eduardo Darnauchans |          |  |
| 5.     | «La última orquesta de señoritas»        | Raúl González Tuñón - Eduardo Darnauchans |          |  |
| 6.     | «Buenas noches»                          | Eduardo Darnauchans                       |          |  |
| 7.     | «Los aviadores»                          | J.C. Seoane - Fernando Cabrera            |          |  |

## Reediciones
Fue reeditado en CD por el sello Sondor en 1997.